# Bundesanleihe
Eine deutsche Bundesanleihe (kurz Bund) ist eine Anleihe, die von der Bundesrepublik Deutschland als Staatsanleihe herausgegeben wird. Neben der kurzfristigen Kreditaufnahme bei Banken sind Bundesanleihen und andere Bundeswertpapiere ein Weg, über den der Bund bei Bedarf seine Staatsausgaben finanzieren kann, wenn sie die Steuereinnahmen übersteigen.
Eine Bundesanleihe besitzt bei Emission eine Laufzeit von rund 10 oder 30 Jahren und ist damit das am längsten laufende Bundeswertpapier. 2020 wurden aufgrund des deutlich höheren Kreditbedarfs erstmals auch Bundesanleihen mit 7 und 15 Jahren Laufzeit begeben. Bundesanleihen sind mit einem festen jährlichen Zinssatz (Kupon) ausgestattet. Die Börsennotierung erfolgt wie bei allen verzinslichen Wertpapieren in Prozent des Nominalwertes (Nennwert). Am Ende der Laufzeit werden Bundesanleihen zum vollen Nennwert zurückgezahlt. Die Währung ist in der Regel der Euro, wenngleich der Bund 2005 und 2009 bereits Anleihen emittierte, deren Zins- und Rückzahlungen in US-Dollar geleistet wurden.

## Geschichte
Vorläufer der Bundesanleihen waren die Reichsanleihen. Als 1876 die Mittel aus dem französischen Reparationsfonds verbraucht waren, wurde gemäß Erlass vom 14. Juni 1877 („betr. die Aufnahme einer Anleihe“) die erste Reichsanleihe mit einem Volumen von 16 Millionen Mark ausgegeben. Die erste Bundesanleihe kam am 11. Dezember 1952 auf den Markt; ihr Anleihevolumen betrug 500 Millionen DM. Ursprünglich unterschied man zwischen zwei Anleihetypen, der Schuldverschreibungsanleihe und der Schatzanweisungsanleihe. Letztere war mit einer kürzeren Laufzeit ausgestattet und enthielt kein Schuldnerkündigungsrecht des Bundes. Emissionen bis 1963 enthielten eine halbjährliche Zinszahlung, seit 1971 besitzen alle Bundesanleihen eine jährliche Zinszahlung. Im Januar 1969 führte der Bund die Bundesschatzbriefe als kursrisikofreie Alternative zu Bundesanleihen ein, die stärker zur Vermögensbildung der Bevölkerung dienen sollten („Volksobligation“). Seit Juni 1972 gibt es keine effektiven Stücke mehr, da Anleihen nunmehr als Wertrechte (Schuldbuchforderungen) in Umlauf sind. Im Jahre 1987 benannte der Bund die Kassenobligationen in Schatzanweisungen um. Der Mindestnennbetrag der Bundesanleihen wurde 1993 von 100 DM auf 1000 DM angehoben und 1999 auf 0,01 Euro gesenkt.
Im Februar 1997 kam erstmals eine variabel verzinsliche Bundesanleihe auf den Markt. Die Finanzinnovation der stripbaren Bundesanleihe gab es erstmals im Juli 1997. 2005 wurde die erste Fremdwährungsanleihe in US-Dollar begeben. Von 2006 bis Ende 2023 wurden vom Bund auch inflationsindexierte Anleihen aufgelegt, deren Zins- und Rückzahlungen an die Inflationsrate im Euroraum gekoppelt sind. Seit Mai 2020 ergänzen 7- und 15-jährige Bundesanleihen das bisher 10- und 30-jährige Angebot an Laufzeiten. Im September 2020 wurde die erste Grüne Bundesanleihe begeben, deren Emissionsvolumen Ausgaben des Bundeshaushalts für Klima- und Umweltschutz aus dem Vorjahr repräsentiert.

## Rechtsfragen
Der Bund als Emittent darf nicht nach Belieben Bundesanleihen ausgeben, um bspw. damit Schulden zu machen. Die Emission von Bundesanleihen hängt vielmehr von einer haushaltsrechtlichen Genehmigung ab. Nach § 18 Abs. 2 BHO bestimmt das Haushaltsgesetz, bis zu welcher Höhe das Bundesministerium der Finanzen Kredite aufnehmen darf. Dabei ist nach § 18 Abs. 1 BHO die Kreditaufnahme auf die in Art. 115 GG festgelegte Schuldenbremse begrenzt.

## Emissionsverfahren und Handel
Bundesanleihen werden grundsätzlich im Rahmen einer Auktion („Tenderverfahren“) begeben. Durchgeführt wird diese Auktion von der Bundesrepublik Deutschland – Finanzagentur GmbH, die Deutsche Bundesbank stellt dafür die benötigte Auktionsplattform. Nur Kreditinstitute, die der sogenannten Bietergruppe Bundesemissionen angehören, sind berechtigt, in der Auktion Bundesanleihen zu erwerben. Andere Kreditinstitute, professionelle oder private Anleger können Banken der Bietergruppe mit der Abgabe von Geboten beauftragen. Wird in der Auktion eine Anleihe zum ersten Mal begeben, spricht man von einer Neuemission oder Erstbegebung. Bei Bundesanleihen folgen einige Wochen und Monate später weitere Auktionen derselben Anleihe, bei der sich ihr umlaufendes Volumen erhöht. Diese werden Aufstockungen genannt.
Unmittelbar nach der Auktion erfolgt die Einführung in den Börsenhandel. Dort können Bundesanleihen über die gesamte Laufzeit börsentäglich von jedermann bei Banken, Sparkassen oder Kreditgenossenschaften ge- und verkauft werden. Die Bundesbank sorgt als Marktpfleger an den deutschen Börsen für einen liquiden Handel in Bundesanleihen. Größere Bestände können professionelle Investoren mit der Finanzagentur handeln, die regelmäßig einen Teil des Auktionsvolumens einbehält und in den folgenden Wochen im Direkthandel (OTC-Handel) verkauft. Da Kauf und Verkauf stets zum aktuellen Börsenkurs erfolgen, lassen sich für Anleger mit Bundesanleihen neben den jährlich sicheren Zinserträgen auch Kursgewinne bzw. -verluste erzielen. Technisch werden Bundesanleihen durch Eintragung in das Bundesschuldbuch als Wertrechte handelbar, wobei der Anleger gemäß § 6 Abs. 1 DepG einen Miteigentumsanteil am Wertpapiersammelbestand erhält. Sie können in einer Stückelung von 0,01 Euro gehandelt werden.
Abweichungen vom Auktionsverfahren gab es früher nur sehr vereinzelt zur Einführung neuer Anleihetypen. Seitdem 2020 u. a. die erste 15-jährige Bundesanleihe im Mai und die erste Grüne Bundesanleihe im September in Form von Bankensyndikaten begeben wurden, wurde dieses Emissionsverfahren jedes Jahr mindestens zweimal genutzt – teils auch für größere Aufstockungen 30-jähriger Anleihen, wie bspw. im März 2024.
Bundesanleihen können in jedem Depot bei einer Bank, Sparkasse oder Kreditgenossenschaft, sowie alle bis zum 21. August 2012 begebenen Bundesanleihen auch in einem Einzelschuldbuchkonto bei der Finanzagentur verwahrt werden. Der Kauf von Bundesanleihen über die Finanzagentur ist für Privatanleger nicht möglich.
Bei Bundesanleihen, die früher zu Silvester emittiert wurden, spricht man auch von Silvester-Anleihen.

### 10-jährige Bundesanleihen
Einer Neuemission (Erstbegebung) 10-jähriger Bundesanleihen mit einem Volumen von zuletzt meist 5 Milliarden Euro folgen in den darauffolgenden Monaten so genannte Aufstockungen derselben Bundesanleihe (derselben Wertpapierkennnummer) in gleicher oder geringerer Höhe. Eine 10-jährige Bundesanleihe kann über diese Aufstockungen, die ebenfalls im Rahmen von Auktionen durchgeführt werden, insgesamt ein Volumen von deutlich über 20 Milliarden Euro erreichen. Dann folgt die nächste Neuemission. Neue ‚Zehnjährige‘ wurden bspw. 2014 dreimal pro Jahr, seit 2015 wird sie zweimal pro Jahr emittiert. Nach jeweils mehreren Aufstockungen sind heute von den beiden 2015er Neuemissionen jeweils 23 Milliarden Euro im Umlauf, von den 2016er Neuemissionen 25 und 26 Milliarden Euro. Der Anteil 10-jähriger Bundesanleihen am Jahresemissionsvolumen des Bundes erreicht 2024 voraussichtlich etwa 16 Prozent.
Im Juni 2016 fiel die Rendite der zehnjährigen deutschen Bundesanleihen erstmals unter Null auf minus 0,003 Prozent. Sie schwankte um September 2019 zwischen −0,55 % und −0,75 %. 2023 lag sie im Durchschnitt wieder im positiven Bereich bei etwa 2,46 Prozent.

### 30-jährige Bundesanleihen
Neuemissionen 30-jähriger Bundesanleihen finden im Schnitt alle zwei Jahre und mit vergleichsweise niedrigeren Volumina zwischen 2 und 4 Milliarden Euro statt. Bis 2015 wurde regelmäßig ausschließlich die zuletzt begebene Neuemission immer wieder aufgestockt. Seit 2016 kommt es daneben auch zu Aufstockungen von 30-jährigen Bundesanleihen, die vier oder sechs Jahre zuvor neu begeben wurden. So wurden 2017 und 2018 neben der 2017 neu begebenen 30-jährigen Bundesanleihe auch ältere aus den Jahren 2012 und 2014 weiter aufgestockt. Mitte 2020 umfasste die dreißigjährige Bundesanleihe aus 2012 ein Volumen von 28,5 Milliarden Euro; die Bundesanleihe aus 2014 30,5 Milliarden Euro. Die bislang letzte Neuemission einer ‚Dreißigjährigen‘ fand im Januar 2024 per Syndikat mit einem Volumen von 6 Milliarden Euro statt. Der Anteil 30-jähriger Bundesanleihen am Jahresemissionsvolumen des Bundes erreicht 2024 voraussichtlich etwa 7 Prozent.

## Stripping
Seit dem 4. Juli 1997 können bestimmte Bundesanleihen auch gestrippt werden. Das heißt, der aus der Anleihe resultierende Anspruch auf regelmäßige Zinszahlungen wird vom Anspruch auf Rückzahlung des Nennwerts am Laufzeitende getrennt. Man erhält dann einen Kapital-Strip und mehrere Zins-Strips, jeweils als Nullkuponanleihen. Damit in den einzelnen Strips ein großes Handelsvolumen erreicht wird, werden Zinskupons unterschiedlicher Anleihen, jedoch gleichen Fälligkeitstermins, unter einer Wertpapierkennnummer zusammengefasst.

## Bedeutung

### Wirtschaftlich
Für den Bund sind Bundesanleihen mit einem umlaufenden Volumen von rund 1.200 Milliarden Euro Ende 2023 nicht nur das langfristigste, sondern auch das wichtigste Finanzierungsinstrument. Der Anteil der Bundesanleihen an allen in Umlauf befindlichen Bundeswertpapieren betrug zum Jahresende 2023 rund 64 %. Etwa ein Drittel davon machten die 10-jährigen Bundesanleihen aus, ca. 22 % die 30-jährigen. Am gesamten Emissionsvolumen (Kreditaufnahme) des Bundes belief sich ihr Anteil 2023 auf etwa 30 %.
Lieferverpflichtungen aus Termingeschäften mit dem an der Eurex gehandelten Bund-Future können ausschließlich mit zehnjährigen Bundesanleihen („Bunds“) erfüllt werden. Da der Bund-Future aufgrund des hohen Handelsvolumens zu den weltweit wichtigsten Terminkontrakten im festverzinslichen Bereich zählt, werden auch die zehnjährigen Bundesanleihen (als Basiswerte) entsprechend intensiv gehandelt. Der ebenfalls an der Eurex gehandelte Buxl-Future bezieht sich auf dreißigjährige Bundesanleihen, ist aber wesentlich unbedeutender.

### Als Orientierungsgröße
Die Rendite der aktuellen zehnjährigen Bundesanleihe dient als wichtige Orientierungsgröße (meist Untergrenze) für langfristige verzinsliche Geldanlagen oder Kredite im Euroraum. Die Vorteilhaftigkeit einer Geldanlage beispielsweise in eine Unternehmensanleihe oder die Anleihe eines anderen Euro-Staates wird anhand ihrer Renditedifferenz zur Bundesanleihe beurteilt. Diesen Referenzstatus haben Bundesanleihen insbesondere ihrer hohen Liquidität (guten Handelbarkeit), aber auch der sehr guten Kreditwürdigkeit ihrer Emittentin, der Bundesrepublik Deutschland, zu verdanken.
Trägt man die Renditen aller Bundesanleihen sortiert nach Restlaufzeiten in ein Diagramm ein, erhält man die Bundkurve. Diese Zinskurve – eine Kurve oder genauer genommen nur einzelne Punkte, die beispielsweise zu einem Streckenzug verbunden werden – ist in einem als „normal“ bezeichneten Zinsumfeld ansteigend, da die Renditen für längere Laufzeiten gewöhnlich höher als für kürzere Laufzeiten sind.
In den von der Deutschen Börse berechneten Deutschen Rentenindex (REX) fließen zehnjährige Bundesanleihen ebenfalls mit ein. Auf der Basis ihres Kursverlaufs werden die Kurse von fiktiven, idealtypischen Bundesanleihen ermittelt. Der REX ist somit ein Indikator für die Wertentwicklung deutscher Staatsanleihen.

### Als Renditeträger
Zur Bestimmung der Umlaufrendite berücksichtigt die Bundesbank neben anderen Anleihen der öffentlichen Hand insbesondere auch Bundeswertpapiere und Bundesanleihen. Die Umlaufrendite gibt somit Aufschluss über das Zinsniveau und die Zinsentwicklung eines Landes.
Durch die Niedrigzinspolitik der Europäischen Zentralbank (EZB) waren die Renditen in den Jahren 2015 bis 2022 stark geschrumpft und teils sogar negativ geworden. Deutsche Bundesanleihen, ehemals als risikolose Renditeanleihen beliebt, erbrachten kaum noch Erträge. Die Aussage der Financial Times vom Mai 2015, dass aus risikolosen Renditeanleihen renditelose Risikoanleihen geworden seien (englisch risk-free returns – return-free risks), ist eine journalistische Übertreibung, denn das Emittentenrisiko des Bundes als Schuldner wird weiterhin als sehr niedrig eingeschätzt.

## Sicherheit
Bundesanleihen sind ausschließlich ungedeckte Anleihen, so dass alleine die Bonität des ausgebenden Emittenten Bund maßgeblich ist. Sie gehören gemäß § 1807 Abs. 1 Nr. 4 BGB zu den Mündelgeldern, sind also – wie alle Bundeswertpapiere – mündelsicher und deckungsstockfähig. Bundesanleihen weisen eine niedrigere Rendite auf als Pfandbriefe oder sonstige Anleihen vergleichbarer Ausstattung, weil Bundesanleihen von Ratingagenturen das beste Rating AAA erhalten. Das wiederum macht Bundesanleihen zum Referenzwert für Renditedifferenzen anderer Anleihen („Credit Spreads“, beispielsweise „Jumbo-Bund-Spread“). Selbst die Deckung und der gesetzliche Schutz des Pfandbriefs wird von Ratingagenturen allein betrachtet als nicht ausreichend angesehen, um die Bonität von Pfandbriefen generell mit der von Bundesanleihen gleichzusetzen.

## Risiken
Bei Bundesanleihen gibt es für den Anleger vier wesentliche Risiken, die auch kumulativ auftreten können.
- Kreditrisiko: Es tritt ein, wenn der Anleiheschuldner Zinszahlung oder Tilgung ganz oder teilweise nicht erbringen kann.
- Zinsänderungsrisiko: Dieses Risiko tritt für den Anleger ein, wenn das aktuelle Zinsniveau die Rendite (näherungsweise auch: den Nominalzinssatz) während der Laufzeit der Anleihe übersteigt. Dies führt zu Kursverlusten.
- Wechselkursrisiko: Es entsteht für Anleger, aus deren Sicht die Anleihewährung (hier üblicherweise der Euro) eine Fremdwährung ist, wenn der Devisenkurs während der Laufzeit der Anleihe unter den ursprünglichen Anschaffungskurs fällt.
- Inflationsrisiko: Dieses Risiko tritt ein, wenn die Inflation während der Laufzeit der Anleihe höher als erwartet ausfällt. Es ist die Unsicherheit über die reale Höhe der zukünftigen Auszahlungen. Es ist vom Zinsänderungsrisiko getrennt zu bewerten, weil der Fisher-Effekt nur langfristig empirisch nachweisbar ist. Bei inflationsindexierten Anleihen ist dieses Risiko ausgeschaltet.

Diese Risiken führen zur Einordnung einer Anleihe in eine bestimmte Risikoklasse.